# Verbraucherrechtedurchsetzungsgesetz
Das Verbraucherrechtedurchsetzungsgesetz, Langtitel Gesetz zur gebündelten Durchsetzung von Verbraucherrechten, abgekürzt VDuG, ist ein  Bundesgesetz, welches zwei Verbandsklagearten regelt. Diese Klagearten sind die Musterfeststellungsklage und die Abhilfeklage. Das Gesetz wurde als Artikel 1 des Verbandsklagenrichtlinienumsetzungsgesetz am 12. Oktober 2023 verkündet und ist am 13. Oktober 2023 in Kraft getreten. Gleichzeitig wurde Kapitel 6 der Zivilprozessordnung (Deutschland), welches bis dahin die Regeln über die Musterfeststellungsklage enthielt, gestrichen.

## Entstehung
Das VDuG wurde als Teil des Verbandsklagenrichtlinienumsetzungsgesetzes verkündet. Dieses dient der Umsetzung der Richtlinie (EU) 2020/1828. Die Richtlinie hätte nach Artikel 24 derselben bis zum 25. Dezember 2022 umgesetzt werden sollen.
Die EU-Kommission leitete deshalb im Januar 2023 unter anderem gegen Deutschland ein Vertragsverletzungsverfahren ein.
Gestaltet wurde diese Umsetzung durch die Einführung der Abhilfeklage. Zudem wurde die bereits existierende Musterfeststellungsklage der Zivilprozessordnung entnommen und weitgehend unverändert in das VDuG integriert.

## Klagearten
In §§ 1–13 VDuG sind allgemeine Vorschriften über die beiden Verbandsklagearten geregelt.

### Abhilfeklage
Die besonderen Normen über die Abhilfeklage finden sich in den §§ 14–40 VDuG. Nach § 14 VDuG begehrt die klageberechtigte Stelle mit der Abhilfeklage die Verurteilung des Unternehmers zu einer Leistung an die betroffenen Verbraucher.

### Musterfeststellungsklage
Die Regelungen über die Musterfeststellungsklage befinden sich in den §§ 41 f. VDuG. Die klageberechtigte Stelle begehrt nach § 41 VDuG mit der Musterfeststellungsklage die Feststellung des Vorliegens oder Nichtvorliegens von tatsächlichen und rechtlichen Voraussetzungen für das Bestehen oder Nichtbestehen von Ansprüchen oder Rechtsverhältnissen (Feststellungsziele) zwischen Verbrauchern und einem Unternehmer.

## Allgemeine Vorschriften über Verbandsklagen

### Zuständigkeit
Die ausschließliche sachliche und örtliche Zuständigkeit für Verbandsklagen nach dem VDuG liegt nach § 3 Abs. 1 VDuG bei dem Oberlandesgericht, in dessen Bezirk sich der allgemeine Gerichtsstand des Unternehmers, gegen den sich die Verbandsklage richtet, befindet. Es bleibt den Bundesländern gemäß § 3 Abs. 3 VDuG vorbehalten, die Zuständigkeit bei einzelnen Oberlandesgerichten oder dem Obersten Landesgericht zu konzentrieren, sofern dies für das Verbandsklageverfahren förderlich ist. So liegt die Zuständigkeit in NRW seit dem 19. Oktober 2023 beim OLG Hamm. In Bayern ist seit dem 16. November 2023 das Bayerische Oberste Landesgericht für Verbandsklagen nach dem VDuG zuständig.

### Klageberechtigte Stellen
Verbandsklagen nach dem VDuG sind nur zulässig, wenn sie von einer der in § 2 Abs. 1 VDuG genannten klageberechtigten Stellen erhoben wurde. Nach § 2 Abs. 1 Nr. 1 VDuG fallen darunter qualifizierte Verbraucherverbände, die in der Liste nach § 4 des UKlaG eingetragen sind und nicht mehr als 5 % ihrer finanziellen Mittel durch Zuwendungen von Unternehmen beziehen. Gemäß § 2 Abs. 3 VDuG wird unwiderleglich vermutet, dass Verbraucherzentralen und andere Verbraucherverbände, die überwiegend mit öffentlichen Mitteln gefördert werden die Voraussetzung bezüglich der Zuwendungen von Unternehmen erfüllen. Zudem können nach § 2 Abs. 1 Nr. 2 VDuG auch qualifizierte Einrichtungen aus anderen Mitgliedstaaten der Europäischen Union, die in dem Verzeichnis der Europäischen Kommission nach Artikel 5 Abs. 1 S. 4 der Richtlinie (EU) 2020/1828 eingetragen sind, Verbandsklagen erheben.

## Verbandsklageregister
Beim Bundesamt für Justiz wird ein elektronisches Verbandsklageregister geführt.
Dort wurden Musterfeststellungsklagen nach altem Recht öffentlich bekannt gemacht. Nun werden dort beide Verbandsklagen bekannt gemacht. Die Anmeldung des Verbrauchers bei diesem Register ist bei der Abhilfeklage und der Musterfeststellungsklage entscheidend.